# ستراكونيتسه
ستراكونيتسه (بالتشيكية: Strakonice)‏ هي بلدة في إقليم جنوب بوهيميا في جمهورية التشيك، وهي مركز مقاطعة ستراكونيتسه.
يبلغ عدد سكان هذه البلدة 22,922 حسب إحصاء في سنة 2014.

## المناخ
يظهر الجدول التالي التغييرات المناخية على مدار السنة لستراكونيتسه:
| البيانات المناخية لـستراكونيتسه   | البيانات المناخية لـستراكونيتسه | البيانات المناخية لـستراكونيتسه | البيانات المناخية لـستراكونيتسه | البيانات المناخية لـستراكونيتسه | البيانات المناخية لـستراكونيتسه | البيانات المناخية لـستراكونيتسه | البيانات المناخية لـستراكونيتسه | البيانات المناخية لـستراكونيتسه | البيانات المناخية لـستراكونيتسه | البيانات المناخية لـستراكونيتسه | البيانات المناخية لـستراكونيتسه | البيانات المناخية لـستراكونيتسه | البيانات المناخية لـستراكونيتسه |
| الشهر                             | يناير                           | فبراير                          | مارس                            | أبريل                           | مايو                            | يونيو                           | يوليو                           | أغسطس                           | سبتمبر                          | أكتوبر                          | نوفمبر                          | ديسمبر                          | المعدل السنوي                   |
| --------------------------------- | ------------------------------- | ------------------------------- | ------------------------------- | ------------------------------- | ------------------------------- | ------------------------------- | ------------------------------- | ------------------------------- | ------------------------------- | ------------------------------- | ------------------------------- | ------------------------------- | ------------------------------- |
| متوسط درجة الحرارة الكبرى °م (°ف) | 0.8 (33.4)                      | 2.5 (36.5)                      | 8.3 (46.9)                      | 13.5 (56.3)                     | 18.7 (65.7)                     | 21.8 (71.2)                     | 23.6 (74.5)                     | 23.0 (73.4)                     | 19.2 (66.6)                     | 13.0 (55.4)                     | 6.0 (42.8)                      | 2.4 (36.3)                      | 12.7 (54.9)                     |
| المتوسط اليومي °م (°ف)            | −2.3 (27.9)                     | −1.2 (29.8)                     | 3.5 (38.3)                      | 7.9 (46.2)                      | 12.8 (55.0)                     | 16.0 (60.8)                     | 17.8 (64.0)                     | 17.2 (63.0)                     | 13.7 (56.7)                     | 8.3 (46.9)                      | 3.0 (37.4)                      | −0.3 (31.5)                     | 8.0 (46.4)                      |
| متوسط درجة الحرارة الصغرى °م (°ف) | −5.4 (22.3)                     | −4.9 (23.2)                     | −1.2 (29.8)                     | 2.4 (36.3)                      | 6.9 (44.4)                      | 10.3 (50.5)                     | 12.0 (53.6)                     | 11.5 (52.7)                     | 8.2 (46.8)                      | 3.7 (38.7)                      | 0.0 (32.0)                      | −3.0 (26.6)                     | 3.4 (38.1)                      |
| الهطول مم (إنش)                   | 48 (1.9)                        | 40 (1.6)                        | 45 (1.8)                        | 46 (1.8)                        | 75 (3.0)                        | 83 (3.3)                        | 92 (3.6)                        | 81 (3.2)                        | 58 (2.3)                        | 45 (1.8)                        | 45 (1.8)                        | 54 (2.1)                        | 712 (28.0)                      |
| المصدر: Climate-Data.ORG          |                                 |                                 |                                 |                                 |                                 |                                 |                                 |                                 |                                 |                                 |                                 |                                 |                                 |

## توأمة
لستراكونيتسه اتفاقيات توأمة مع كل من:
- Lengnau, Bern [الإنجليزية]‏
- باد زالتسونغن

## اقرأ أيضاً
- مقاطعة ستراكونيتسه